# In the Raw
In the Raw (Al natural en español) es el octavo álbum de estudio de la cantante finlandesa Tarja Turunen publicado el 28 de agosto de 2019 a través de Earmusic. Para promocionar al álbum Tarja comenzó el «Raw Tour» oficialmente en septiembre de 2019 con 10 conciertos por Rusia.

## Antecedentes
El 15 de abril de 2019 a través de sus redes sociales Tarja comenzó a revelar algunos adelantos sobre el álbum y a poner fragmentos de sus letras nuevas la primera pista fue el primer párrafo de la canción "Dead Promises"

Why have you wasted the time drown in hideous nights?
Oh! Why have you woken the thoughts of a paranoid mind?.

El 30 de abril de 2019 revela portada y el título del álbum finalmente y confirma a "Dead Promises" como el primer sencillo del álbum el cual fue lanzado el 3 de mayo de 2019.
La misma Turunen se inspiro en el refrán, no todo lo que brilla es oro. Pero, de nuevo, no todo lo que es oro necesariamente brilla. Esta fue la idea de la cantante finlandesa para comenzar a trabajar en su séptimo álbum.
"El oro, creemos, es algo pulido y perfecto, sofisticado, un lujo, pero en su estado natural es un elemento bruto", explica Tarja. En pocas palabras, In The Raw es una maravilla dorada".

## Composición
El álbum encuentra a Tarja con temas personales en sus letras. Abriéndose como nunca antes, dice que su honestidad la dejó sintiéndose desnuda, pero que también estaba contenta de dónde había ido con sus canciones.
"Dead Promises", combina la poderosa voz de Tarja y Bjorn Strid junto a una guitarra poderosa. Turunen explica: "quería tener una canción en el álbum, lo que haría que la gente (y yo) saltara en mis shows. Se me ocurrió esta gran melodía a base de guitarra y me gustó la primera vez que escuché. También decidí ya tener la guitarra muy presente en la canción. El sonido crudo de las guitarras rítmicas en general me da la energía que necesito para sentirme relajado mientras canto. Tengo una voz poderosa que necesita el apoyo de mi banda, por lo que no me siento sola. Precisamente, este sonido crudo, agresivo y vanguardista también era común en otras canciones del álbum". "Goodbye Stranger" una canción a dúo con la cantante italiana Cristina Scabbia con un sonido bastante crudo tiene un aire especial, ligero, flotante, a pesar de ser muy pesado al mismo tiempo. Turunen comenta que cantar con Cristina fue un "sueño hecho realidad".
"Spirit of the sea": abarca el incidente del submarino ARA San Juan de Argentina. Desapareció dejando incertidumbre sobre los 44 miembros de la tripulación. Ella añade "He vivido en Argentina muchos años, así que sentí la conexión y la inspiración para escribir una historia al respecto. Me encantó escribir estas letras soñadoras pero oscuras en esta canción en particular como recordatorio. Imaginé por lo que estos hombres y mujeres de la tripulación y sus seres queridos podrían haber pasado. Una pérdida triste e innecesaria.
En el lado positivo, estoy muy feliz de tener a Carlinhos Brown, un artista brasileño súper famoso que es un gran percusionista. Definitivamente ayudó a dar forma al sonido tribal para los álbumes más exitosos de Sepultura. Me dio el sabor que estaba buscando la canción". La última canción "Shadow Play" habla sobre una marioneta los arreglo orquestales estuvieron acargo por Jim Dooley.

## Recepción
Gary Hernández de Metal Temple escribió: In the Raw nos recuerda lo bueno que puede ser el metal sinfónico: interpretaciones vocales hechas a la perfección, composición versátil, arreglos reflexivos, músicos profundamente talentosos, y una excelente producción. El sitio web Sputnikmusic comento "el último álbum In the Raw ciertamente está a la altura de la impresión que da su título, al menos para las tres primeras canciones de todos modos. Presentando nada más que canciones sencillas, en su mayoría metáleras, la apertura de "Dead Promises" y las siguientes dos canciones demuestran a Tarja en su Nightwish más predecible en la era 2004, solo que con muchos tramos menos memorables y ciertamente menos inspiracionales".

## Lista de canciones
| In the Raw |                                                      |               |          |  |
| N.º        | Título                                               | Escritor(es)  | Duración |  |
| 1.         | «Dead Promises» (featuring Björn Strid)              | Tarja Turunen | 5:50     |  |
| 2.         | «Goodbye Stranger» (featuring Cristina Scabbia)      | Turunen       | 5:12     |  |
| 3.         | «Tears in Rain»                                      | Turunen       | 4:28     |  |
| 4.         | «Railroads»                                          | Turunen       | 4:00     |  |
| 5.         | «You and I»                                          | Turunen       | 4:07     |  |
| 6.         | «The Golden Chamber (Awaken - Loputon yö - Alchemy)» | Turunen       | 7:05     |  |
| 7.         | «Spirits of the Sea»                                 | Turunen       | 6:56     |  |
| 8.         | «Silent Masquerade» (featuring Tommy Karevik)        | Turunen       | 7:32     |  |
| 9.         | «Serene»                                             | Turunen       | 4:42     |  |
| 10.        | «Shadow Play»                                        | Turunen       | 7:22     |  |
| 57:18      |                                                      |               |          |  |

| Extra Raw (Box Set Edition Bonus CD) |                                                 |          |  |
| N.º                                  | Título                                          | Duración |  |
| 1.                                   | «Dead Promises» (Single Version)                | 5:52     |  |
| 2.                                   | «Spirits of the Sea» (Carlinhos Percussion Mix) | 7:00     |  |
| 3.                                   | «Railroads» (Demo)                              | 3:55     |  |
| 4.                                   | «Goodbye Stranger» (Solo Version)               | 5:11     |  |
| 5.                                   | «You and I» (Band Version)                      | 4:09     |  |
| 6.                                   | «Spirits of the Sea» (Bartly's Water Remix)     | 7:01     |  |
| 7.                                   | «Silent Masquerade» (Solo Version)              | 7:32     |  |
| 40:40                                |                                                 |          |  |

## Músicos
- Tarja Turunen: voz, piano.
- Christian Kretschmar: teclado.
- Kevin Chown: bajo.
- Max Lilja: chelo.
- Alex Scholpp: guitarra.
- Doug Wimbish: bajo.
- Peter Barrett: bajo.
- Julian Barrett: bajo, coproductor (canciones 8 y 10), grabación.
- Timm Schreiner: batería.

Músicos adicionales
- Björn Strid: voz invitada.
- Cristina Scabbia: voz invitada.
- Tommy Karevik: voz invitada.
- Tim Palmer: guitarras, teclados, percusión, narrador, mezclador.
- Timm Schreiner: batería.
- Bart Hendrickson: teclado, programador, programación de percusión, diseño ambiental.
- Anders Wollbeck: teclado, programador.
- Johnny Andrews: teclados, coproductor (canción 3).
- Erik Nyholm: teclados.
- James Dooley: teclados, programador.
- Carlinhos Brown: percusión.
- Thiago Pugas: percusión.

Producción
- Marcelo Cabuli: dirección artística, grabación.
- Travis Kennedy: asistente.
- Justin Shturtz: masterización.
- Max Vaccaro: productor executivo.
- Anja Obersteller: productor executivo.
- Isabelle Albrecht: productor executivo.
- Bernhard Hahn: grabación.
- Jim Dooley: diseño ambiental.

## Lista de posiciones
| Listas (2019)                           | Pico de posición |
| --------------------------------------- | ---------------- |
| Alemania (Offizielle Top 100)           | 15               |
| Austria (Ö3 Austria)                    | 30               |
| Bélgica (Ultratop Flandes)              | 66               |
| Bélgica (Ultratop Valonia)              | 60               |
| Finlandia (Suomen virallinen lista)     | 28               |
| Francia (SNEP)                          | 88               |
| España (Promusicae)                     | 38               |
| Escocia (Scottish Albums Chart)         | 29               |
| Hungría (MAHASZ)                        | 28               |
| Polonia (ZPAV)                          | 37               |
| Suiza (Schweizer Hitparade)             | 11               |
| República Checa (ČNS IFPI)              | 57               |
| Reino Unido Rock and Metal Albums (BPI) | 3                |
| Reino Unido (UK Independent Albums)     | 7                |
| Reino Unido (Official Album Sales)      | 22               |
| US Top Heatseeker (Billboard)           | 7                |
| US Top Hard Rock Albums (Billboard)     | 12               |
| US Independent Albums (Billboard)       | 27               |
| US Top Rock Albums (Billboard)          | 35               |